# Geschiedenis van Eritrea

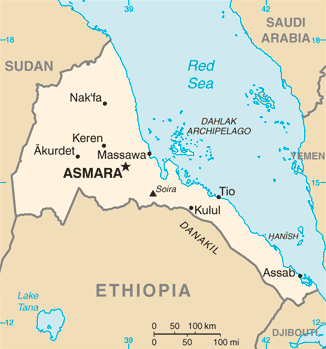
Eritrea na de onafhankelijkheid

Dit artikel beschrijft de geschiedenis van Eritrea, van de prehistorie tot de moderne tijd.

## Prehistorie
Bij Buya in Eritrea werd door Italiaanse wetenschappers een van de oudste mensachtigen gevonden die zou duiden op een link tussen de Homo erectus en de Homo sapiens. Het skelet werd gedateerd als een miljoen jaar oud. Later werden er ook gebruiksvoorwerpen gevonden ten zuiden van Massawa die meer dan 125.000 jaar oud zouden zijn.
Tijdens de laatste interglacialeperiode werd de kust van de Rode Zee bij Eritrea bewoond door de moderne mens. Sommige geleerden suggereren dat deze route gebruikt werd om vanuit Afrika de rest van de Oude Wereld te koloniseren. Volgens taalkundigen zouden de eerste mensen van Euroaziatische afkomst gedurende de neolithische periode (vanaf 11.000 voor Christus) de regio zijn binnengetrokken, waarschijnlijk vanuit de Nijlvallei of het Midden-Oosten.

## Antieke oudheid

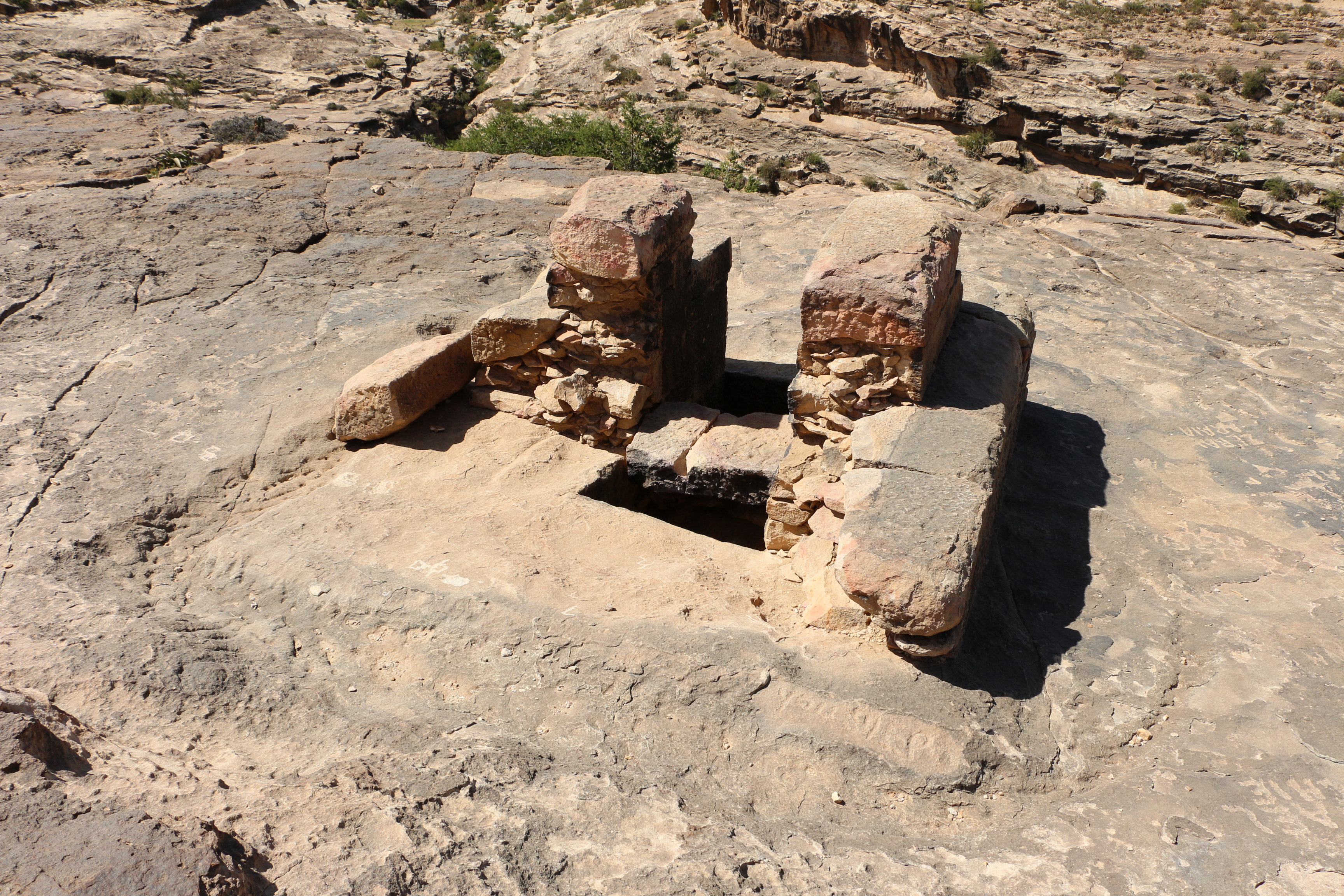
De ingang van een tombe bij het Qohaito

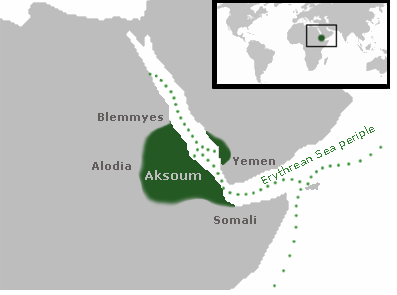
Het koninkrijk Aksum

Samen met Djibouti, Noord-Somalië en Soedan wordt Eritrea als de meest waarschijnlijke locatie beschouwd die door de Oude Egyptenaren werd beschouwd als het land Poent. De eerste verwijzingen naar dit land dateren van 2500 voor Christus. De Poentieten hadden nauwe banden met de Egyptenaren ten tijde van het bewind van farao Sahoere en koningin Hatsjepsoet. Het gebied werd tevens aangeduid als de plek waar de Ark van het Verbond na zijn verdwijning terecht zou zijn gekomen. Ook zou Eritrea het thuis van de Koningin van Sheba zijn geweest.
Opgravingen bij Sembel tonen aan dat er tussen 800 en 400 voor Christus een belangrijke cultuur in Eritrea gevestigd was, de Ona. De inwoners van het land vormden de eerste herder-landbouw-gemeenschappen in de Hoorn van Afrika. Opgravingen in en rond Agordat duiden op de aanwezigheid van de Gash.
Da’amot was een koninkrijk dat van de 10e tot de 5e eeuw voor Christus bestond en grotendeels het grondgebied van het huidige Eritrea en delen van het noorden van Ethiopië omvatte. De aanwezigheid van een groot tempelcomplex duidt er op dat Yeha de hoofdstad was. Qohaito in het zuiden zou de stad Koloe zijn, zoals die voorkomt in de Periplus van de Erythreïsche Zee. De Da’amot irrigeerden en waren in staat van ijzer gebruiksvoorwerpen en wapens te maken. Na de ondergang van het koninkrijk viel de regio uiteen in een aantal kleine koninkrijken. Pas onder het Koninkrijk Aksum werd het gebied weer herenigd

### Koninkrijk Aksum
Het koninkrijk Aksum bestond vanaf pakweg het jaar 100 tot 940. De Aksumieten vestigden zich eerst in de hooglanden van het Ethiopische plateau en trokken vanuit daar steeds verder zuidwaarts. Waar ze precies vandaan kwamen is onduidelijk. Voordat zij zich bekeerden tot het christendom onder koning Ezana (320-360) richtte zij een aantal steles op die ze aanbaden. In 615, nog tijdens het leven van de profeet Mohammed, bood koning Armah onderdak aan een aantal van de eerste moslims uit Mekka, die daar leden onder vervolgingen. Over Aksum wordt in de  Periplus van de Erythreïsche Zee gezegd dat het koninkrijk een belangrijke plaats innam in de ivoorhandel. Een belangrijk deel van de handel verliep via de havenstad Adulis.
Aksum zou zijn heerschappij ook naar het noorden uitbreiden richting het grondgebied van waar nu Soedan ligt. Dit ging ten koste van het koninkrijk Kush. Op het Arabisch Schiereiland werd rond het begin van de 3e eeuw Himyar ingenomen, in het huidige Jemen. Hoelang de precieze aanwezigheid van Aksum daar heeft geduurd is onduidelijk. In de loop van de tijd verschoof de noordgrens van het rijk steeds verder naar boven, zodat Aksum op een gegeven moment grensde aan de Romeinse provincie Romeins en Byzantijns Egypte.
Na het verval en de uiteindelijke ondergang van Aksum in de 10e eeuw kwam het gebied onder het beheer van de Negus, oftewel de verschillende Ethiopische koningen. Het gebied kreeg de naam Ma'ikele Bahr. Met andere woorden: het gebied tussen de twee rivieren, een verwijzing naarnaar de Rode Zee in het oosten en de Mareb-rivier in het westen.
Het Ottomaanse rijk deed verschillende pogingen om verder landinwaarts op te rukken na de verovering van een groot deel van de kuststrook in de 16e eeuw, maar zij verdwenen later weer van het toneel.

## Italiaans-Eritrea

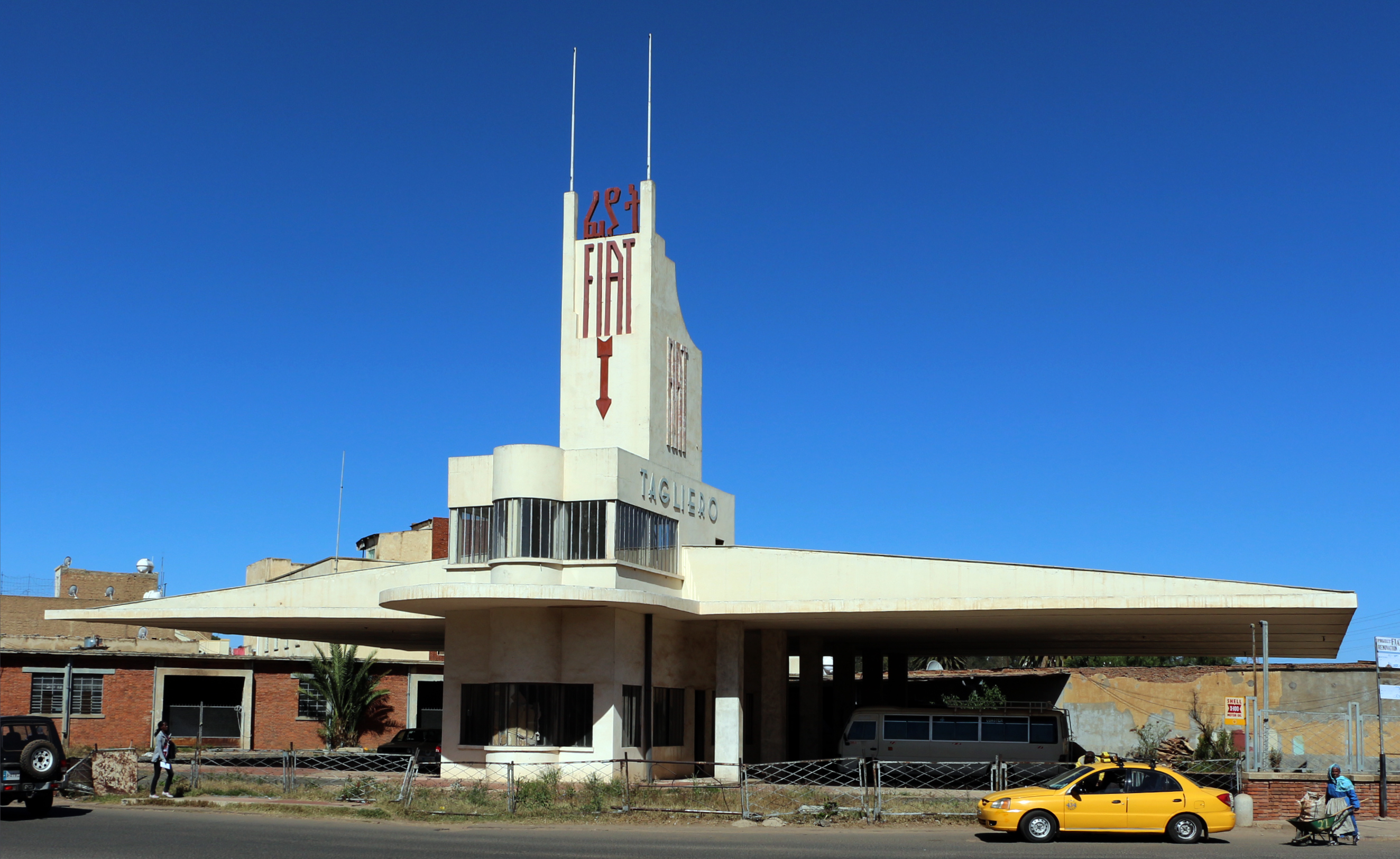
Een door de Italianen gebouwd tankstation in futuristische stijl

De grenzen van het huidige Eritrea ontstonden tijdens de zogeheten Wedloop om Afrika, in de jaren zeventig en tachtig van de 19e eeuw. De Italiaanse reder Rubaltino kocht van de Ottomanen land rondom de baai van Assab. Daar was een kolenbevoorradingsplaats voor schepen die door het net opgerichte Suez-kanaal voeren. De eerste Italiaanse kolonisten arriveerden in 1880.
De Egyptenaren moesten zich in diezelfde periode terugtrekken uit Soedan als gevolg van een opstand onder de Mahdisten. Groot-Brittannië speelde een bemiddelende rol waardoor de Egyptenaren zich konden terugtrekken via het onafhankelijke Ethiopië. In ruil daarvoor mocht de Ethiopische keizer Yohannes IV een aantal districten overnemen van de Ottomanen en Egyptenaren. De stad Massawa werd, tegen de verwachting van Yohannes IV in, door de Britten en Egyptenaren overgedragen aan de Italianen. Vervolgens maakten zij onder leiding van generaal Oreste Baratieri gebruik van de chaos die ontstond na de dood van Yohannes IV in 1889 door een omliggende hooglanden die eigendom waren van Ethiopië in te nemen, waardoor de kolonie Eritrea ontstond.
De Italianen lieten ook hun oog vallen op de Ethiopisch laaglanden, die veel vruchtbaarder waren dan de al veroverde hooglanden. Zij leden echter een nederlaag bij Adua. In 1889 sloten zij het Verdrag van Wuchdale met de nieuwe keizer Menelik II. Het verdrag werd in het Italiaans anders vertaald dan in het Amhaars. De Italianen beschouwden Ethiopië als een Italiaans protectoraat, terwijl Menelik II van mening was dat hij een groot zelfbeschikkingsrecht behield. Dit "misverstand" mondde in 1896 uit in de Eerste Italiaans-Ethiopische Oorlog, waarbij Ethiopië als winnaar uit de strijd kwam.
Het koloniale bestuur deed zijn best om de kolonie in de vaart der volkeren te laten opstomen. De Eritrese spoorweg liep van Saat tot Asmara. De aanleg werd afgerond in 1895. Tussen Asmara en Massawa werd over een afstand van 75 kilometer een kabelbaan aangelegd, op dat moment de langste ter wereld. De kabelbaan werd tijdens de Tweede Wereldoorlog door de Britten ontmanteld. Naast grote infrastructurele projecten investeerde de Italianen ook in landbouw en publieke voorzieningen in de steden. Duizenden Eritreeërs vonden werk bij de overheid en in het leger. Veel van hen vochten mee in de Italiaans-Turkse Oorlog (1911) en de Eerste- en Tweede Italiaans-Ethiopische Oorlog (1935-1936).
Verschillende Italiaanse bedrijven openden fabrieken waar onder andere knopen, kookgereedschappen, tabak en verpakkingsmateriaal werd geproduceerd. Rond 1939 waren er bijna tweeëntwintighonderd fabrieken, waar vooral Eritreeërs werkten. Daardoor ontstond ook een trek naar de steden en groeide de Italiaanse bevolking in de kolonie door tot vijfenzeventig duizend zielen.
De machtsovername van Benito Mussolini in 1922 was het begin van grote veranderingen. Italiaans-Eritrea ging in 1936 samen met Italiaans-Somaliland en het net veroverde Ethiopië op in de nieuwe kolonie Italiaans-Oost-Afrika. De Rooms-Katholieke Kerk zette zich in voor de verspreiding van het christelijk geloof. Rond 1940 had zo'n 40 procent van de bevolking van Eritrea zich bekeerd tot het christendom. Vooral in Asmara waren er veel kerken.
Asmara gold sowieso als het centrum van de Italiaanse kolonisten. De Italiaanse overheid wilde in Asmara een aantal indrukwekkende gebouwen neerzetten die de grandeur van het koninkrijk zouden weerspiegelen. Vandaag de dag is Asmara wereldwijd nog steeds bekend vanwege de vele gebouwen in stijl van de vroege 20e eeuw, zoals de in art-decostijl gebouwde Cinema Impero en het futuristische tankstation Fiat Tagliero. Een groot deel van de stad werd in de periode tussen 1935 en 1941 gebouwd. De stad telde in 1939 achtennegentigduizend inwoners, van wie drieënvijftig duizend van Italiaanse afkomst was.
De uitbraak van de Tweede Wereldoorlog maakte echter een einde aan de bloeiperiode van de kolonie. Na de verovering van Italiaans-Eritrea door Groot-Brittannië na de Slag bij Keren raakte een groot deel van de (industriële) infrastructuur in verval. De Italiaanse guerrillaoorlog die daarop volgde kon rekenen op de steun van veel van de Eritreeërs. In september 1943 legden de Italianen de wapens neer. Het eerste wat de Britten deden was het ontmantelen van de industrie in Asmara en Massawa. Het grootste deel van de machines werd als oorlogscompensatie naar Kenia verplaatst. Zelfs delen van het Eritrese spoorwegnetwerk werden gesloopt.
In eerste instantie stelden de Britten na de oorlog voor dat Italiaans-Eritrea langs religieuze lijnen werd opgedeeld en verdeeld onder Ethiopië (het christelijke deel) en Soedan (islamitisch). De Sovjet-Unie verwachtte een grote verkiezingsoverwinning voor de Italiaanse Communistische Partij en wilde aanvankelijk dat Eritrea een Italiaanse kolonie bleef. Daarmee zou een voorpost voor het communisme in Afrika gecreëerd worden. De Arabische wereld zag in Eritrea met de grote moslimbevolking een nieuwe bondgenoot en pleitte daarom juist voor onafhankelijkheid. Buurland Ethiopië met de legendarische keizer Haile Selassie zag een kans zijn macht uit te breiden en claimde zowel Italiaans-Somaliland als Italiaans-Eritrea. Groot-Brittannië en de Verenigde Staten waren geneigd Selassie zijn zin te geven vanwege zijn steun aan de geallieerden gedurende de Tweede Wereldoorlog.

## Onderdeel van Ethiopië
De Verenigde Naties besloten in 1950 dat Eritrea in een federatie zou opgaan met Ethiopië. De Partito Eritrea Pro Italia (Nederlands: Partij Eritrea voor Italië) werd in juli 1947 opgericht door Vincenzo Di Meglio en kon rekenen op de steun van veel Italiaanse soldaten en Askari, de inheemse soldaten die in het Italiaanse leger hadden meegevochten. De partij streefde een onafhankelijk Eritrea na. Wel stelde zij de voorwaarde dat Eritrea eerst 15 jaar door Italië bestuurd moest worden, voordat zij zijn onafhankelijkheid verkreeg. De Amerikaanse ambassadeur van de Verenigde Staten John Foster Dulles zei daarover: "Vanuit een rechtvaardig oogpunt moeten de wensen vanuit de Eritrese bevolking in overweging worden genomen. Desalniettemin, vanuit een strategisch standpunt is het in het belang van de Verenigde Staten in de Rode Zeeregio, en met het oog op veiligheid en wereldvrede, dat het land verbonden wordt met onze bondgenoot Ethiopië".
In eerste instantie had Eritrea nog een zekere zelfstandigheid binnen de federatie. In 1962 annexeerde Haile Selassie Eritrea echter volledig en ontbond het Eritrese parlement. Het gewapend verzet was reeds eerder begonnen in 1958. Toen werd de Eritrean Liberation Movement (ELM) opgericht, met Hamid Idris Awate aan het hoofd. Rond 1962 was de ELM al grotendeels uitgeschakeld.
Het Eritrese Bevrijdingsfront, dat in 1960 in Cairo werd opgericht, kende een langere geschiedenis. Zij bestond grotendeels uit moslims en werd militair en financieel gesteund door Syrië en Irak. Zij verkreeg veel steun onder de bevolking, met name in het noorden en westen en rond de havenstad Massawa. Selassie probeerde de onrust de kop in te drukken door Eritrea te bezoeken en de bevolking te garanderen dat zij als gelijken zouden worden behandeld. Veel van de overheidsgelden en banen waren echter uitsluitend bestemd voor het christelijke bevolkingsdeel. De spanningen namen echter toe, ondanks dat de geheime politie het geweld de kop probeerde in te drukken door middel van aanslagen en ontvoeringen van dissidenten en door intimidatie. De Ethiopische overheid riep in 1971 de noodtoestand uit en groot legercontingent werd gevestigd in Eritrea.
Binnen het Eritrean Liberation Front liepen de interne spanningen ook op. Dit leidde in 1972 tot een afsplitsing en de vorming van het Eritrean People's Liberation Front (EPLF). Het leiderschap lag in handen van linksgeoriënteerde activisten met een christelijke achtergrond. Sporadisch kwam het tot gewapende conflicten tussen het ELF en het EPLF. Tegen het einde van de jaren zeventig had het EPLF de overhand in het verzet tegen het Ethiopische leger.
In september 1974 kwam er een einde aan de Ethiopisch monarchie doordat Haile Selassie werd afgezet tijdens een militaire staatsgreep. Een Provisorische Militaire Bestuurlijke Raad nam de macht over. Drie jaar later leek het erop dat het EPLF afstevende op een definitieve verdrijving van de Ethiopiërs uit Eritrea. De Sovjet-Unie greep echter in en opende een luchtbrug waarlangs veel wapentuig naar Ethiopië werd verzonden. Tussen 1979 en 1986 lanceerde Ethiopië acht massale offensieven, maar het lukte het niet om Eritrese onafhankelijkheidsbeweging definitief te kraken. Integendeel zelfs, want in 1986 veroverde de EPLF Afabet, het hoofdkwartier van het Ethiopische leger in Noordoost-Eritrea. Daarna verschoof de strijd langzaam richting Keren, qua inwonersaantal de tweede stad van Eritrea. Aan het einde van de jaren tachtig liet de Sovjet-Unie, dat op dat moment aan de vooravond stond van zijn eigen einde, weten de militaire steun aan Ethiopië op te schorten.
Met het einde van de Koude Oorlog kwam er ook een einde aan het marxistisch-militaire bewind in Ethiopië. De zittende president Mengistu Haile Mariam vormde Ethiopië in korte tijd om tot een meerpartijenstelsel en schreef nieuwe verkiezingen uit. Hij ging zelf vervolgens in ballingschap in Zimbabwe. De EPLF-strijdkrachten namen de macht over in Eritrea.
De Eritrese roep op onafhankelijk kon internationaal op veel steun rekenen. De Verenigde Staten speelden een bemiddelende rol. Met Ethiopië werd afgesproken dat zij de uitkomst van een referendum onder de Eritrese bevolking zou respecteren. Tussen 23 en 25 april 1993 stemde 99,83 procent van de bevolking voor onafhankelijkheid. Op 27 april 1993 riep de voorlopige regering van Eritrea de onafhankelijkheid uit. De EPLF vormde zichzelf om tot een politieke partij onder de naam Volksfront voor democratie en rechtvaardigheid (PFDJ). Het parlement bestond zowel uit leden als niet-leden van de PDFJ. Zij kozen Isaias Afewerki als de eerste president.

## Onafhankelijkheid
Na de onafhankelijkheid ontwikkelde Eritrea zich onder Afewerki snel tot een dictatuur. In eerste instantie werd er nog een nieuwe grondwet opgesteld, maar deze trad nooit in werking. Andere politieke partijen werden verboden, de media zijn in handen van de staat en politieke dissidenten werden in groten getale opgesloten. Met name aanhangers van de verschillende protestantse kerken werden massaal vervolgd. Het regime onderhoudt banden met de radicaal-islamitische organisatie Al-Shabaab die in Somalië zeer actief is. Bovendien is er sprake van vrouwenbesnijdenis op grote schaal.
Een grensdispuut over de stad Badme leidde in 1998 tot de Eritrees-Ethiopische oorlog, waarbij duizenden soldaten aan beide zijden het leven verloren. Bovendien leidde het aan Eritrese kant tot grote vluchtelingenstromen en een sterke economische terugval. De oorlog eindigde in 2000 met het sluiten van de Algiers-akkoorden. Dit leidde tot de komst van een VN-vredesmissie die bekend staat als de United Nations Mission in Ethiopia and Eritrea. Aan de Eritrese zijde van de grens kwam een gedemilitariseerde zone van 25 kilometer breed. Een VN-commissie zou een uitsluitend oordeel over het grensverloop en het oordeel zou voor beide landen bindend zijn. Zowel Ethiopië als Eritrea haalden deels hun gelijk, maar Eritrea kreeg de stad Badme toegewezen. Dat was voor Ethiopië reden genoeg om de uitkomst niet te accepteren. De UNMEE-missie werd in juli 2008 ontbonden, nadat haar het werken onmogelijk was gemaakt doordat er bijvoorbeeld geen benzine beschikbaar was. Sindsdien is er sprake van een zeer gespannen vrede tussen beide landen.
Eritrea schortte in 1998 tijdelijk de diplomatieke banden met buurland Djibouti op, vanwege zijn nauwe banden met Ethiopië. In 2000 werden de banden weer hersteld. Verder had Eritrea een conflict met Jemen over het eigendom van de Hanish-eilanden en het precieze verloop van de maritieme grens. Dit conflict werd in 2000 beslecht door het Permanente Hof van Arbitrage in Den Haag. 
Het land kent officieel een dienstplicht van 18 maanden, maar deze wordt vaak voor onbepaalde tijd verlengd. Personen die weigeren worden voor lange tijd opgesloten. De gedwongen dienstplicht is een van de redenen waarom veel Eritreeërs naar het buitenland vluchten. Wereldwijd waren er in 2015 bijna vierhonderdduizend Eritreeërs, op een bevolking van nog geen 6 miljoen, op de vlucht. In 2016 vroegen bijna veertigduizend van hen asiel aan in Europa. Aan het begin van datzelfde jaar woonden iets meer dan achtduizend Eritreeërs in Nederland.
Eind 2020 raakte Eritrea zijdelings betrokken bij de oorlog in Tigray, de noordelijke regio van buurland Ethiopië.
Geschiedenis van:
Algerije · Angola · Benin · Botswana · Burkina Faso · Burundi · Centraal-Afrikaanse Republiek · Comoren · Congo-Brazzaville · Congo-Kinshasa · Djibouti · Egypte · Equatoriaal-Guinea · Eritrea · Ethiopië · Gabon · Gambia · Ghana · Guinee-Bissau · Guinee-Conakry · Ivoorkust · Kaapverdië · Kameroen · Kenia · Lesotho · Liberia · Libië · Madagaskar · Malawi · Mali · Marokko · Mauritanië · Mauritius · Mozambique · Namibië · Niger · Nigeria · Oeganda · Rwanda · Sao Tomé en Principe · Senegal · Seychellen · Sierra Leone · Soedan · Somalië · Somaliland · Swaziland · Tanzania · Togo · Tsjaad · Tunesië · Westelijke Sahara · Zambia · Zimbabwe · Zuid-Afrika · Zuid-Soedan
Noord-Afrika · West-Afrika